# Jerzy Zatoński
Jerzy Zatoński (ur. 31 października 1951) – generał brygady Wojska Polskiego.
W latach 1969–1973 był podchorążym Wyższej Szkoły Oficerskiej Wojsk Pancernych im. Stefana Czarnieckiego w Poznaniu. Po ukończeniu szkoły oficerskiej został przydzielony do 17 Drezdeńskiego Pułku Zmechanizowanego w Międzyrzeczu i wyznaczony na stanowisko dowódcy plutonu czołgów, a później dowódcy kompanii czołgów, szefa sztabu i dowódcy batalionu czołgów.
W 1979 ukończył studia w Akademii Sztabu Generalnego im. gen. broni Karola Świerczewskiego w Warszawie i przydzielony został do 18 Pułk Czołgów Średnich w Wędrzynie na stanowisko szefa sztabu-zastępcy dowódcy. Następnie pełnił służbę w Dowództwie 4 Pomorskiej Dywizji Zmechanizowanej im. Jana Kilińskiego w Krośnie Odrzańskim na stanowisku pomocnika szefa Wydziału Operacyjnego. W 1984 wyznaczony został na stanowisko starszego oficera Wydziału Szkolenia Ogniowego w Głównym Zarządzie Szkolenia Bojowego WP. Później został szefem tej komórki organizacyjnej. W 1993 ukończył Podyplomowe Studium Operacyjno-Strategiczne Akademii Obrony Narodowej i mianowany został szefem Wydziału Szkolenia Pododdziałów Czołgów w Zarządzie X Szkolenia Bojowego Sztabu Generalnego Wojska Polskiego. W 1994 został zastępcą dowódcy-szefem szkolenia 1 Warszawskiej Dywizji Zmechanizowanej im. Tadeusza Kościuszki w Legionowie. W 1996 wyznaczony został na stanowisko szefa Oddziału Szkolenia Bojowego-zastępcy szefa szkolenia Warszawskiego Okręgu Wojskowego. W 1999 objął stanowisko zastępcy szefa szkolenia bojowego w Dowództwie Wojsk Lądowych, a rok później zastępcy szefa Wojsk Pancernych i Zmechanizowanych w Dowództwie Wojsk Lądowych w Warszawie. W 1997 odznaczony Złotym Krzyżem Zasługi, a w 2002 Krzyżem Kawalerskim Orderu Odrodzenia Polski.
15 sierpnia 2003 roku Prezydent RP, Aleksander Kwaśniewski wręczył mu nominację na generała brygady.
W latach 2002–2005 dowodził 15 Giżycką Brygadą Zmechanizowaną im. Zawiszy Czarnego w Giżycku, a w latach 2005-2007 pełnił służbę na stanowisku zastępcy szefa szkolenia Wojsk Lądowych w Warszawie.